# أرون لوبيز
أرون لوبيز (بالإسبانية: Aaron López)‏ (28 فبراير 1983 بالمكسيك - ) هو لاعب كرة قدم مكسيكي في مركز الدفاع. لعب مع بروينز لجامعة كاليفورنيا ‏.

## وصلات خارجية
- أرون لوبيز على موقع الدوري الأمريكي (الإنجليزية)
- أرون لوبيز على موقع قاعدة بيانات كرة القدم.إي يو (الإنجليزية)